# Olyra loretensis
Olyra loretensis är en gräsart som beskrevs av Carl Christian Mez. Olyra loretensis ingår i släktet Olyra och familjen gräs. Inga underarter finns listade i Catalogue of Life.